# Štefan Svitek (Basketballspieler, 1966)
Štefan Svitek (* 20. November 1966 in Gelnica, Tschechoslowakei) ist ein ehemaliger slowakischer Basketballspieler. Er hat in den 1990er Jahren für mehrere Vereine in der deutschen Basketball-Bundesliga gespielt und ist nicht zu verwechseln mit seinem gleichnamigen jüngeren Landsmann Štefan Svitek, der ebenfalls in der BBL ab 2003 für die BG Karlsruhe gespielt hat.
Der 2,04 Meter große Flügelspieler war zunächst für die Tschechoslowakei Nationalspieler und nahm an den Basketball-Europameisterschaften 1987 und 1991 teil. Nach der EM 1991 in Rom kam er in die BBL und spielte zunächst in Braunschweig. Mit Brandt Hagen wurde er 1994 Pokalsieger. Nach zwei Jahren in Bamberg von 1996 bis 1998 wechselte er für zwei Jahre nach Ulm. Im Jahre 2000 verließ er Ulm in Richtung DJK Falke Nürnberg. Anfang 2001 wurde er als Neuzugang bei Arkadia Traiskirchen vermeldet. Danach spielte er noch einige Jahre in Košice in seinem Heimatland. Svitek soll noch bis 2008 für den Salgótarjáni KSE in Ungarn gespielt haben.
Er arbeitete als Trainer der ungarischen Frauen-Nationalmannschaft und ab 2013 als der Trainer des polnischen Frauen-Teams Wisla Can-Pack-Krakau. In den Jahren 2012 und 2013 wurde er zum besten slowakischen Trainer des Jahres gewählt. 2017 übernahm er das Traineramt der tschechischen Damen-Nationalmannschaft.